# Кокорев, Павел Антонович
Павел Антонович Кокорев (1907 — 1981) — советский хозяйственный, государственный и политический деятель.

## Биография
Родился в 1907 году в Старом Тештелиме. Член ВКП(б) с 1931 года.
С 1929 года - на хозяйственной, общественной и политической работе. В 1929-1970 гг. — председатель сельского Совета в Мордовской автономной области, председатель колхоза, заместитель заведующего Ельниковским районным земельным отделом, инструктор Ельниковского районного комитета, инструктор, заместитель заведующего Организационно-инструкторским отделом Мордовского областного комитета ВКП(б), заведующий Организационно-инструкторским отделом Мордовского областного комитета ВКП(б), 1-й секретарь Ковылкинского районного комитета ВКП(б), председатель Совета Министров Мордовской АССР, министр культуры Мордовской АССР, председатель Партийной комиссии при Мордовском областном комитете КПСС.
Избирался депутатом Верховного Совета СССР 3-го и 4-го созывов.
Умер в 1981 году в Саранске.